# Llac Yamdrok
El Yamdrok (també conegut com a Yamdrok Yumtso o Yamzho Yumco; (Tibetà: ཡར་འབྲོག་གཡུ་མཚོ་, Wylie: yar-'drog. G’yu-mtsho, tibetà pinyin: Yamzhog Yumco; xinès: 羊卓雍錯; pinyin: Yángzhuó Yōngcuò, Yángzhuō Yōngcuò) és un llac d'aigua dolça del Tibet. És un dels tres llacs sagrats més grans del Tibet, amb una superfície de 638 km² i una longitud de més de 72 km. El llac està envoltat de moltes muntanyes nevades i es nodreix de nombrosos rierols. A l'extrem occidental té un desguàs que condueix les aigües fins al Yarlung Tsangpo.
La ciutat de Gyantse es troba uns 90 quilòmetres a l'oest del llac i Lhasa uns cent al nord-est. Segons la mitologia local el llac Yamdok és la transformació d'una deessa.
El llac té una central elèctrica, la més gran del Tibet, que fou finalitzada i posada en funcionament el 1996, prop del petit poble de Pai-Ti, a l'extrem occidental del llac.

## Culte
Els tibetans consideren sagrats els llacs, així com les muntanyes, ja que és on viuen els déus protectors que estan investits amb poders espirituals especials. El Yamdrok és un dels quatre llacs sagrats i aquest en particular es creu té poders endevinatoris. Tant el Dalai Lama com els habitants dels pobles del voltant hi fan peregrinacions. Els altres llacs sagrats són Lhamo La-tso, Namtso i Raja Sarovar. El llac és venerat com un talismà i es diu que és part de l'esperit vital de la nació tibetana. És el més gran dels llacs de sud del Tibet.
El llac, les seves illes i els voltants estan estretament relacionats amb el segon Buda de Padmasambhava, que va portar el budisme al Tibet al segle VIII dC. Al llac hi ha el monestir de Samding, que es troba en una península. Aquest monestir és l'únic monestir tibetà a càrrec d'un reencarnació femenina. La seva abadessa encapçala una comunitat d'una trentena de monjos i monges. El monestir de Samding va ser el lloc on es va allotjar i presidir Samding Dorje Phagmo, l'única dona Lama de Tibet.

## Economia
Hi ha bancs de peixos que viuen al llac, els quals són explotats comercialment per la població local. D'abril a octubre els peixos capturats es venen als mercats de Lhasa, la capital del Tibet. A més, les illes del llac serveixen de riques terres de pastura per als ramaders locals.